# ريتشارد فارلي
ريتشارد فارلي (بالإنجليزية: Richard Farley)‏ هو ضابط أمريكي، ولد في 25 يوليو 1948 في تكساس في الولايات المتحدة.